# Crăiești, Galați
Crăiești este un sat în comuna Vârlezi din județul Galați, Moldova, România.

## Personalități locale
- Octavian Buhociu (1919 - 1978), folclorist, etnograf, Fost secretar general al Centrului Românesc de Cercetări din Paris.
- Spiru Blănaru (1919 - 1949), luptător armat anti-comunist.